# Mantell (edifici)
Un mantell era una caseta de fusta amb rodes, coberta amb branques i amb fang, que servia per als setges. S'utilitzaren mantells, per exemple, durant el Setge de Madîna Mayûrqa, la conquesta de la ciutat de Mallorca.